# 伊藤梨沙子
伊藤 梨沙子（いとう りさこ、1996年2月20日 - ）は、日本の女優、ファッションモデル。東京都出身。ELBS Entertainment所属。

## 略歴
- 小学4年生の頃に、雑誌モデルとして活動を開始。
- 2005年、エヴァーグリーン・エンタテイメントに所属[2]。
- 2006年、特撮テレビドラマ『ウルトラマンメビウス』（CBC）第23話で子役デビュー[3]。
- 2008年4月7日から2010年3月26日まで、松岡茉優、疋田英美と共に『おはスタ』の「おはガール」としてレギュラー出演。
- 2011年11月、『週刊ヤングジャンプ』と『週刊プレイボーイ』共催のオーディション「グラビアJAPAN」でミス週刊ヤングジャンプ[注 1]に選ばれる。
- 2016年4月、エヴァーグリーン・エンタテイメントを退所。
- 同年6月、キューブに所属。
- 2023年3月末日をもって、キューブを退所[4]。
- 同年4月1日、ベビーシッターのマッチングサービス「株式会社Fluffty Ket」を立ち上げ、代表取締役社長に就任[5][6]。同年、ELBS Entertainmentに所属。

## 人物
- 日出高等学校芸能コース（全日制）卒[7]。
- 中学校の部活は茶道部、高校の部活はボクシング部に入部していた。
- 特技は側転、新体操、一輪車、水泳、茶道、ボクシング[1]。

## 出演

### テレビドラマ
- ウルトラマンメビウス 第23話（2006年9月9日、CBC）
- 松本清張スペシャルドラマ 地方紙を買う女（2007年1月30日、日本テレビ） - 潮田美月 役
- ミス・マープルシリーズ3（2007年3月6日、日本テレビ）
- 奇跡の動物園2007〜旭山動物園物語〜（2007年5月11日、フジテレビ） - ちさと 役
- いじわるばあさん（2009年1月9日、フジテレビ） - 伊知割サナエ 役
  - いじわるばあさん2（2010年4月23日）
- 少年時代（2009年6月21日、東海テレビ） - 早見雪野 役
- 夢の見つけ方教えたる!2（2010年3月13日、フジテレビ）
- FACE MAKER 第8話（2010年11月25日、読売テレビ） - 柏木香苗（少女時代） 役
- 戦国★男士（2011年10月1日 - 2012年3月24日、独立4局[注 2]） - 田村愛 役
- HUNTER〜その女たち、賞金稼ぎ〜 第1話（2011年10月11日、関西テレビ） - 井坂茜（高校生時代） 役
- 幸せの時間（2012年11月5日 - 12月28日、東海テレビ） - 浅倉香織 役
- ST 警視庁科学特捜班（2013年4月10日、日本テレビ）
- 35歳の高校生 第4話（2013年5月4日、日本テレビ） - バスの乗客 役
- 確証〜警視庁捜査3課 第10話（2013年6月17日、TBS） - 佐々木綾乃 役
- リアル脱出ゲーム 密室美少女（2013年7月20日 - 9月28日、テレビ東京） - 鳳未来 役[8]
- D-NEXT「流れ星」（2013年11月20日、日本テレビ）
- イタズラなKiss2〜Love in TOKYO（2014年12月29日 - 2015年4月6日、フジテレビ） - 小倉智子 役[9]
- 上流階級〜富久丸百貨店外商部〜（2015年1月16日、フジテレビ）
- 3つの街の物語（2015年6月7日、TBS）
- THE LAST COP/ラストコップ 最終話（2016年12月10日、日本テレビ） - 牧村優菜 役
- 下北沢ダイハード 第5話（2017年8月18日、テレビ東京） - ユミコ 役
- 仮面ライダービルド 第2話・第11話・最終話（2017年9月10日・11月19日・2018年8月26日、テレビ朝日） - 小倉香澄 役
- トットちゃん! 第15話（2017年10月20日、テレビ朝日） - 福元倫子 役
- FINAL CUT（2018年1月9日 - 3月13日、関西テレビ） - 穂積菜美 役
- 文学処女 第6話・第7話（2018年10月14日・21日、MBSテレビ） - 小笠原瑠奈 役
- イノセンス 冤罪弁護士 （2019年1月19日 - 3月23日、日本テレビ） - 秋保彩花 役
- やめるときも、すこやかなるときも 第2話・第7話・第9話（2020年1月28日・3月3日・17日、日本テレビ） - 高城千晶 役
- エ・キ・ス・ト・ラ!!! 第6話（2020年2月21日、関西テレビ）
- うつ病九段（2020年12月20日、NHK BSプレミアム） - 加藤桃子 役
- ウチの娘は、彼氏が出来ない!! 第3話（2021年1月27日、日本テレビ） - 入野光のデート相手 役[10]
- カラフラブル〜ジェンダーレス男子に愛されています。〜 第3話・第7話（2021年4月15日・5月13日、読売テレビ）
- 嫌われ監察官 音無一六 第5話（2022年6月3日、テレビ東京） - 三好麻耶 役[11]
- アトムの童 第4話・第7話 - 最終話（2022年11月6日・27日 - 12月11日、TBS） - 中野マキ 役[12]

### 映画
- AKIBA（2006年12月23日、ベンテンエンタテインメント） - 小学校の同級生 役
- サウスバウンド（2007年10月6日、角川映画） - 白井七恵 役
- コドモのコドモ（2008年9月27日、ビターズ・エンド） - 吉田美香 役
- 貞子3D（2012年5月12日、角川映画） - 生徒 役
- グラッフリーター刀牙（2012年7月14日、太秦）
- ガチバン（AMGエンタテインメント） - 主人公の同級生 役
  - スプレマシー（2013年4月13日）
  - スプレマシー2（2013年5月18日）
- ハイキック・エンジェルス（2014年6月14日、アマゾンラテルナ） - 五十嵐フユミ 役[13]
- 思春期ごっこ（2014年8月23日、アイエス・フィールド） - 三浦園子 役
- 禅と骨（2017年9月2日、トランスフォーマー）
- 8年越しの花嫁（2017年12月16日、松竹）
- BLEACH 死神代行篇（2018年7月20日、ワーナー・ブラザース映画） - 有沢たつき 役

### バラエティ
- おはスタ（2008年4月7日 - 2010年3月26日、テレビ東京） - おはガール
  - ゲスト出演（2014年4月18日・5月16日・5月23日・6月20日[注 3]、2020年9月23日[注 4]）

### その他テレビ番組
- すイエんサー（2010年4月6日 - 2012年7月3日、NHK Eテレ） - すイエんサーガールズ
- テストの花道（2012年4月2日 - 2013年3月25日、NHK Eテレ） - ベンブ部員[注 5]
- さんすう犬ワン（2014年4月7日 - 2015年3月9日、NHK Eテレ） - テンコ 役[注 6][14]

### その他ドラマ
- 真夏の夜の異界への旅「鬼伝」（2017年8月5日、NHK BSプレミアム） - 恋衣 役
- THE突破ファイル（2018年11月29日、日本テレビ） - 再現VTR
- 歴史秘話ヒストリア「前畑がんばれ 誕生!女性初の金メダル」（2020年1月15日、NHK） - 前畑秀子 役
- 痛快TV スカッとジャパン「社員を信用しない女社長…その真意とは?」（2021年7月5日、フジテレビ） - 小堀夏代 役

### CM
- J:COM
  - MOBILE（2006年）
  - HDR（2006年）
  - 企業（2007年）
  - いぬのきもち（2006年）
  - 得点力学習DS（2007年）
- タカラトミー「ワンタメアイドルパピー」（2006年）
- プロピア（2007年）
- エレクトロニック・アーツ（2007年 - 2010年）
  - ブーム・ブロックス（2008年）
  - ぼくとシムのまち キングダム（2008年）
- ベネッセコーポレーション（2008年）
- 南日本酪農協同「愛のスコール」（2010年）
- バンダイ「Tamagotchi iD L」（2011年 - 2012年）
- 朝日新聞社「朝日新聞デジタル」（2011年）
- NTT西日本「光Wi-Fi」(2011年)
- イエローハット（2012年 - 2013年）
- NHK「NHK60周年記念60“CM」（2013年 - 2014年）
- カゴメ「かけるトマト」（2013年）
- adidas「サッカー日本代表ユニフォーム」（2013年）
- 日本マクドナルド
  - シャカシャカチキン（2014年）
  - てりたま（2018年）
- 東京ガス「安全TODAY」（2014年）
- NTTタウンページ 「タウンページ」（2014年）
- 東京海上日動火災保険（2015年 - 2017年）
- UHA味覚糖「さけるグミ」  さけるグミVSなが～いさけるグミ（英語版）編（2017年 - 2018年）
- ジョンソン・エンド・ジョンソン
  - バンドエイド キズパワーパッド 靴ずれ用（2018年 - 2019年）
  - バンドエイド キズパワーパッド（2019年）
- Booking.com（2018年）
- リブドゥコーポレーション「リフレ 超うす安心パッド」（2021年）
- 日清オイリオ「日清やみつきオイル」（2023年）

### 舞台
- いつの間にか、キミは（2012年3月30日 - 4月4日、Air studio） - 美早紀 役
- 時空警察ヴェッカーχ 彷徨のエトランゼ（2012年6月20日 - 24日、六行会ホール） - 時空刑事リタ / 神凪リタ 役[注 7]
- ロディ・ミュージカル（2012年7月21日・22日・28日・29日、前進座劇場） - シャーリー 役
- 夏幻影（2012年9月1日 - 6日、AQUA studio） - 有沙 役
- 蒼い季節（2013年1月11日 - 16日、AQUA studio）
- アバドンの巣窟（2013年7月19日 - 24日、AQUA studio）
- 常緑高校演劇部（2014年1月11日 - 18日、AQUA studio）
- Legend〜風のなかの塵〜（2014年1月11日 - 18日、AQUA studio）
- ふしぎ遊戯（2015年3月19日 - 29日、品川プリンスホテル クラブeX） - 主演・夕城美朱 役
- ぷよぷよ オンステージ（2015年5月2日 - 6日、赤坂ACTシアター） - アルル 役[15]
- ヨルハ Ver.1.1（2015年5月25日 - 31日、新宿村LIVE）
- 音楽劇「金色のコルダ Blue♪Sky First Stage」（2015年9月4日 - 13日、全労済ホール／スペース・ゼロ） - 小日向かなで 役
- 百年の秘密 - ポニー 役[16]
  - 東京公演（2018年4月7日 - 30日、本多劇場）
  - 兵庫公演（2018年5月3日・4日、兵庫県立芸術文化センター）
  - 愛知公演（2018年2月4日 - 26日、穂の国とよはし芸術劇場PLAT）
  - 長野公演（2018年3月3日 - 6日、まつもと市民芸術館）
- 修道女たち[17]
  - 東京公演（2018年10月20日 - 11月15日、本多劇場）
  - 兵庫公演（2018年11月23日・24日、兵庫県立芸術文化センター）
  - 福岡公演（2018年12月1日・2日、北九州芸術劇場）
- オリエント急行殺人事件 - メアリー・デブナム 役[18]
  - 大阪公演（2019年7月26日 - 28日、森ノ宮ピロティホール）
  - 愛知公演（2019年8月1日・2日、愛知県産業労働センター）
  - 東京公演（2019年8月9日 - 18日、サンシャイン劇場）
- 誰にも知られず死ぬ朝（2020年2月22日 - 3月1日、彩の国さいたま芸術劇場 小ホール）[19]
- 朗読劇「雨恋ミント inspired by wacci "足りない"」（2020年12月28日・29日、下北沢ザ・スズナリ）[20]

### web
- 湘南☆夏恋物語（2011年8月1日 - 全12話、BeeTV） - サクラ 役
- 日刊トビダス（2011年6月21日 - 2012年6月20日、ニンテンドー3DS「いつの間にテレビ」）[注 8]
  - 45ガール - メイ 役[注 9]
  - NDS48 - ふくこ 役[注 10]
- トビダスZ 「45ガールZ」（2012年10月26日 - 2013年1月1日、ニンテンドー3DS「ニンテンドービデオ」） - メイ 役
- ヒーロー特撮生ドラマ「弾幕ヒーロー ニコバスターズ」（2014年7月19日・20日、2015年7月18日・19日、ニコニコ生放送） - 夏子（ニコ水玉） 役
- ジョンソン・エンド・ジョンソン アキュビュー「私を変えるヒトミ」篇 SHORT MOVIE

### 雑誌
- 小学四年生（2005年、小学館） - 専属モデル
- 小学五年生（2006年、小学館） - 専属モデル[注 11]
- りぼん（集英社） - 専属モデル[注 12]
- ピチレモン（2008年8月号 - 2012年4月号、学研） - 専属モデル

### 広告
- adidas BAG COLLECTION - イメージモデル（2012年）
- ACE World Traveler - イメージキャラクター（2014年）
- SATIVITAL（2024年） - 公式アンバサダー[21]

### MV
- miwa「ホイッスル〜君と過ごした日々〜」（2013年1月16日）
- CODE-V「約束」（2013年8月7日）
- go!go!vanillas「バイリンガール」（2015年4月1日）
- wacci「歩み」（2016年8月3日）
- SOMETIME'S「Never let me」（2021年5月26日）

## 作品

### 映像作品
- VEIL（2012年4月27日、リバプール） - EAN 4571174019458。
- ふんわり・さ・こ（2012年7月20日、リバプール） - EAN 4571174019694。